# Skip to Loafer
Skip to Loafer (яп. スキップとローファー, Sukippu to Rōfā) — японська серія манґи, написана і ілюстрована Місакі Такамацу. Вона серіалізується у Monthly Afternoon від Kodansha з серпня 2018 року. Аніме-адаптація, створена P.A. Works транслювалась з квітня по червень 2023 року.
Станом на березень 2024 року тираж манґи перевищив 2,3 мільйона копій. У 2023 році Skip to Loafer виграла 47-му премію Kodansha Manga Award у загальній категорії.

## Сюжет
Міцумі Івакура — старшокласниця, яка після закінчення середньої школи переїхала з околиць префектури Ісікава до старшої школи в Токіо. Міцумі виросла в малолюдній місцевості, у її класі було лише вісім учнів. Однак у день вступної церемонії вона потрапляє в годину пік та губиться, а її життєвий план швидко руйнується. Високий і красивий хлопець, який хвилювався за Міцумі, допомагає їй та вирішує ходити з нею до школи щодня.

## Персонажі
Міцумі Івакура (яп. 岩倉 美津未, Iwakura Mitsumi)
Сейю: Куросава Томойо
Учениця першого класу старшої школи. Вона переїхала до Токіо з окраїни префектури Ішікава поблизу Судзу. У неї коричневе коротке волосся і очі санпаку. Як вундеркінд, вона вступила до старшої школи, ставши найуспішнішою у своєму класі, але у неї немає спортивних навиків. Її справжній характер ненавмисно впливає на її оточення. Вона має молодших брата і сестру.
Сосуке Шіма (яп. 志摩 聡介, Shima Sōsuke)
Сейю: Еґоші Акінорі
Однокласник Міцумі, у нього світле волосся і він популярний серед дівчат. Він відомий тим, що не приходить на вступну церемонію та пропускає уроки. Хоч він хотів пропустити вступну церемонію, він зустрічає Міцумі і вони біжать до школи разом.
Міка Еґашіра (яп. 江頭 ミカ, Egashira Mika)
Сейю: Терасакі Юка
Однокласниця Міцумі, яка почала з нею спілкуватись, коли Міцумі подружилась із Сосуке. Справжність Міцумі надихає Міку боротись зі своїми комплексами. У неї з'являються дружні стосунки з Міцумі.
Юдзукі Мурашіґе (яп. 村重 結月, Murashige Yuzuki)
Сейю: Учіда Маая
Однокласниця Міцумі і її перша подруга в Токіо. Її популярність серед хлопців створила у неї комплекс того, що її уникають інші дівчата. У дитинстві вона вчилась закордоном і вона має біле волосся, тож люди думають, що у неї хороша англійська, але сама вона каже, що це не так.
Макото Куруме (яп. 久留米 誠, Kurume Makoto)
Сейю: Хан Меґумі
Однокласниця Міцумі. Вона інтровертка, тому переживає, що стане самітницею. Вона познайомилась з Міцумі, коли та приєдналась до студентської ради, щоб доєднатись до якоїсь спільноти. Хоч Макото не подобаються кокетлеві люди, вона знайомиться з Юдзукі через Міцумі, і вони стають близькими подругами.
Нао (яп. ナオ)
Сейю: Сайґа Міцукі
Тітка Міцумі по батьковій лінії. Вона є трансжінкою і працює стилісткою. Вона є опікункою Міцумі відколи та переїхала до Токіо.
Цукаса Мукай (яп. 迎井 司, Mukai Tsukasa)
Сейю: Танака Хікару
Однокласниця Міцумі і подруга Сосуке від середньої школи. Вона тиха і добра.
Кенто Ямада (яп. 山田 健斗, Yamada Kento)
Сейю: Мурасе Аюму
Однокласник Міцумі і друг Сосуке. Він клоун класу, якого люблять і дражнять. Він добре ставиться до тварин і людей. Він на диво старанний: робить печиво для усіх у класі й тихо підтримує своїх однокласників.
Нарумі Канечіка (яп. 兼近 鳴海, Kanechika Narumi)
Сейю: Кімура Рьохей
Учень другого класу і режисер драмгуртка. Він запрошує Шіму в клуб. Його повністю поглинув театр, тому його діям бракує делікатності, але він чесна людина, яка підтримує інших.
Токіко Такаміне (яп. 高嶺 十貴子, Takamine Tokiko)
Сейю: Цуда Мінамі
Учениця другого класу, членкиня студентської ради. Надзвичайна перфекціоністка, яка дотримується суворого розпорядку дня. Вона мала стоїчний характер, але стала добрішою, коли зустріла Міцумі. Вона була кандидаткою у президенти наступної студентської ради, але програла Кадзакамі, бо Токіко має образ страшної, тому вона стала віцепрезиденткою.

## Медіа

### Манґа
Skip to Loafer, написана та ілюстрована Місакі Такамацу, серіалізується в Monthly Afternoon Kodansha з 25 серпня 2018 року. Kodansha зібрала свої розділи в окремі томи танкобон. Перший том вийшов 23 січня 2019 року. Станом на 22 березня 2024 року вийшло 10 томів.

#### Томи
| №  | Японською         | Японською              | Англійською       | Англійською            |
| №  | Дата виходу       | ISBN                   | Дата виходу       | ISBN                   |
| -- | ----------------- | ---------------------- | ----------------- | ---------------------- |
| 1  | 23 січня 2019     | ISBN 978-4-06-514209-7 | 10 серпня 2021    | ISBN 978-1-64-827588-3 |
| 2  | 23 липня 2019     | ISBN 978-4-06-516300-9 | 2 листопада 2021  | ISBN 978-1-64-827621-7 |
| 3  | 21 лютого 2020    | ISBN 978-4-06-518471-4 | 8 лютого 2022     | ISBN 978-1-63858-116-1 |
| 4  | 21 серпня 2020    | ISBN 978-4-06-520539-6 | 12 квітня 2022    | ISBN 978-1-63858-203-8 |
| 5  | 23 березня 2021   | ISBN 978-4-06-522497-7 | 26 липня 2022     | ISBN 978-1-63858-371-4 |
| 6  | 22 листопада 2021 | ISBN 978-4-06-525779-1 | 29 листопада 2022 | ISBN 978-1-63858-789-7 |
| 7  | 22 липня 2022     | ISBN 978-4-06-528147-5 | 9 травня 2023     | ISBN 978-1-68579-495-8 |
| 8  | 23 січня 2023     | ISBN 978-4-06-530267-5 | 24 жовтня 2023    | ISBN 979-8-88843-031-6 |
| 9  | 23 серпня 2023    | ISBN 978-4-06-532642-8 | 21 травня 2024    | ISBN 979-8-88843-769-8 |
| 10 | 22 березня 2024   | ISBN 978-4-06-534851-2 | 22 жовтня 2024    | ISBN 979-8-89160-658-6 |

### Аніме
У листопаді 2021 року було оголошено, що серія отримає аніме-адаптацію. Вона була створена P.A. Works, сценаристом і режисером став Котомі Деай, дизайном персонажів займався Манамі Умешіта, який також був головним режисером анімації, а музику написав Такацуґу Вакабаяші. Серіал транслювався з 4 квітня по 20 червня 2023 року на Tokyo MX та інших мережах. Початковою темою є «Mellow» (яп. メロウ) Кеїни Суди, а завершальною темою є «Hanauta to Mawari Michi» (яп. ハナウタとまわり道) Рікако Аїди. Серіал було ліцензовано Crunchyroll. Plus Media Networks Asia ліцензувала серіал у Південно-Східній Азії, а прем'єра відбулася на Aniplus Asia.

#### Епізоди
| № серії | Назва серії                                     | Режисер(и)      | Сценарист(и)    | Storyboarded by   | Оригінальна дата показу |
| ------- | ----------------------------------------------- | --------------- | --------------- | ----------------- | ----------------------- |
| 1       | «Pikapika» (яп. ピカピカ)                       | Котомі Деай     | Йоко Йонаіяма   | Котомі Деай       | 4 квітня 2023           |
| 2       | «Sowasowa Urouro» (яп. そわそわ うろうろ)       | Юріко Абе       | Томоко Шінодука | Юріко Абе         | 11 квітня 2023          |
| 3       | «Fuwafuwa Bachibachi» (яп. フワフワ バチバチ)   | Акіра Такамура  | Кацуро Хідака   | Чон Хо            | 18 квітня 2023          |
| 4       | «Piripiri Katsukatsu» (яп. ピリピリ カツカツ)   | Кен Санума      | Томоко Шінодука | Кен Санума        | 25 квітня 2023          |
| 5       | «Chikuchiku Isoiso» (яп. チクチク いそいそ)     | Йохей Фукуї     | Кацуро Хідака   | Норіхіро Наґанума | 2 травня 2023           |
| 6       | «Shitoshito Chikachika» (яп. シトシト チカチカ) | Томоко Хірамукі | Йоко Йонаіяма   | Тошія Шінохара    | 9 травня 2023           |
| 7       | «Patapata Motemote» (яп. パタパタ モテモテ)     | Міцуйо Йоконо   | Кацуро Хідака   | Юріко Абе         | 16 травня 2023          |
| 8       | «Muwamuwa Iroiro» (яп. ムワムワ いろいろ)       | Чіе Ямашіро     | Йоко Йонаіяма   | Чіе Ямашіро       | 23 травня 2023          |
| 9       | «Torotoro Runrun» (яп. トロトロ ルンルン)       | Шю Хонма        | Кацуро Хідака   | Шю Хонма          | 30 травня 2023          |
| 10      | «Batabata Poroporo» (яп. バタバタ ポロポロ)     | Таканорі Яно    | Йоко Йонаіяма   | Кацумі Терахіґаші | 6 червня 2023           |
| 11      | «Waiwai Zawazawa» (яп. ワイワイ ザワザワ)       | Юріко Абе       | Кацуро Хідака   | Юріко Абе         | 13 червня 2023          |
| 12      | «Kirakira» (яп. キラキラ)                       | Котомі Деай     | Йоко Йонаіяма   | Котомі Деай       | 20 червня 2023          |

## Сприйняття

### Манґа
До січня 2023 року тираж манґи Skip to Loafer перевищив 1 мільйон копій. До березня 2024 року її тираж перевищив 2,3 мільйона примірників.
Поруч із Рейтингом королів, Геть неробство! посіла сьоме місце в списоку найкращої манґи 2020 року для читачів чоловічої статі Kono Manga ga Sugoi! від Takarajimasha; вона посіла восьме місце у виданні 2024 року. Серія посіла 46 місце в списку «Книга року» 2021 журналу Da Vinci; вона посіла дев'яте місце в списку 2023 року. У 2020 році серія була номінована на 13-у премію Manga Taishō і посіла третє місце з 58 балами. Вона була номінована на 44-ту премію Kodansha Manga Award у загальній категорії у 2020 році; вона була номінована на 46-е видання в тій же категорії в 2022 році; вона перемогла у 47-му випуску в тій же категорії в 2023 році. Манґа була однією з робіт, рекомендованих журі, на 23-му Японському фестивалі медіа-мистецтва у 2020 році. Це була одна з робіт, рекомендованих журі на французькій 17-й премії ACBD Prix Asie de la Critique 2023.
Ребекка Сільверман з Anime News Network поставила першим двом томам A-. Сільверман писав: «Геть неробство!, можливо, не має казкового малюнку і не має інноваційної історії. Але у неї є чітке розуміння сюжету та персонажів, а також неабияке почуття гумору».

### Аніме
Аніме-адаптація отримала нагороду «Золотий Дракон» за зарубіжну анімацію на 20-му Китайському конкурсі анімації та коміксів у 2023 році. Вона також була номінована у категоріях «Найкращий роман» і «Найкращий фрагмент життя» на 8-й церемонії нагородження Crunchyroll Anime Awards у 2024 році.
Аніме-серіал був сприйнятий позитивно. Алекс Хендерсон з Anime Feminist рецензувала перший епізод, оцінивши його натуралістичну анімацію та добре зроблений фон, з жіночою героїнею, яка «мила», сказала, що шоу ще може «похитнутися», і стверджувала, що цей епізод був «надзвичайно чарівним».